# Sassandra (ort)
Sassandra är en ort i Elfenbenskusten. Den ligger i distriktet Bas-Sassandra, i den södra delen av landet, vid Sassandraflodens mynning mot Guineabukten, 230 km söder om huvudstaden Yamoussoukro. Folkmängden uppgick till cirka 27 000 invånare vid folkräkningen 2014.